# Astrangia macrodentata
Astrangia macrodentata is een rifkoralensoort uit de familie van de Rhizangiidae. De wetenschappelijke naam van de soort is voor het eerst geldig gepubliceerd in 1940 door Thiel.